# Anže Kopitar
Anže Kopitar (Jesenice, 24. kolovoza 1987.) slovenski je profesionalni hokejaš na ledu. Lijevoruki je napadač i igra na poziciji centra.  Kapetan je u NHL ekipi Los Angeles Kings. Kopitar je prvi Slovenac koji je zaigrao u NHL-u.

## Europa
Kopitar je karijeru započeo u juniorskom pogonu slovenskog kluba HK Jesenice za čiji je sastav igrao. Od 2002. do 2004. igrao je seniorsku ekipu HK HIT Casino Kranjska Gora u slovenskom prvenstvu. 2004. godine, kao 17-godišnjak, odlazi u Švedsku gdje igra za juniorsku ekipu Södertälje SK. Na kraju sezone 2004./05. debitirao je za seniore u švedskoj Elitserien. S obzirom na prikazane igre nakon prve profesionalne sezone, mnogi su skauti iz Sj. Amerike pratili njegov uspon u profesionalnom hokeju. Najbrži su bili Los Angeles Kingsi koji su ga birali na draftu 2005. kao 11. ukupno prve runde drafta. Nedugo odmah, uručena mu je pozivnica za dolazak u rookie kamp Kingsa, međutim Kopitar je odlučio ostati u svom sadašnjem klubu. Imao je priliku zaigrati u američkom WHL-u (Western Hockey League) za Regina Pats, ali odbio je njihov poziv jer je smatrao da će veći napredak u igri ostvariti u profesionalnoj Elitserien, nego u juniorskom WHL-u.  

## National Hockey League

### Los Angeles Kings
2006. prihvatio je poziv u rookie kamp Kingsa. U najjačoj hokejaškoj ligi na svijetu debitirao je 6. listopada 2006. na gostovanju kod Anaheim Ducksa. Time je postao prvim Slovencem koji je zaigrao u NHL-u. Postigao je 2 gola u porazu Kingsa 4:3. Debi pred domaćom publikom u Staples Centeru dogodio se sljedeće večeri u pobjedi 4:1 nad St. Louis Bluesom, a Kopitar je susret završio s 3 asistencije. Svoju prvu NHL sezonu završio je kao treći strijelac u poretku rookieja iza Jevgenija Malkina i Paula Stastnyja. 
Sljedeće sezone izborio je svoj prvi nastup na All-Star susretu za ekipu Zapada. Bio je prvi strijelac Kingsa te je nadmašio svoj prethodni učinak osvojivši 77 bodova. 11. listopada 2008. potvrdio je vjernost klubu produljenjem sedmogodišnjeg ugovora vrijednog 47,6 milijuna dolara. Kingsi su na domaćem ledu, 22. listopada 2009., da 4:3 pobijedili Dallas Starse, a Kopitar je odigravši sjajnu utakmicu postigao svoj prvi hatt-trick u NHL-u.
U novu sezonu 2009./10. Kopitar je krenuo sjajno; u 15 utakmica sakupio je 24 boda (11 golova i 13 asistencija) i time preuzeo prvo mjesto na ljestvici najkorisnijih igrača NHL lige, dok Rus Alexander Ovečkin na drugoj poziciji s 23 boda (14 pogodaka, 9 asistencija).

## Statistika
| 2004./05.         | Södertälje SK     | SEL               | 5   | 0  | 0   | 0   | 0  | 10 | 0 | 0 | 0 | 0 |
| 2005./06.         | Södertälje SK     | SEL               | 47  | 8  | 12  | 20  | 28 | —  | — | — | — | — |
| 2006./07.         | Los Angeles Kings | NHL               | 72  | 20 | 41  | 61  | 24 | —  | — | — | — | — |
| 2007./08.         | Los Angeles Kings | NHL               | 82  | 32 | 45  | 77  | 22 | —  | — | — | — | — |
| 2008./09.         | Los Angeles Kings | NHL               | 82  | 27 | 39  | 66  | 32 | —  | — | — | — | — |
| NHL ukupno        | NHL ukupno        | NHL ukupno        | 236 | 79 | 125 | 204 | 78 | —  | — | — | — | — |
| Elitserien ukupno | Elitserien ukupno | Elitserien ukupno | 52  | 8  | 12  | 20  | 28 | 10 | 0 | 0 | 0 | 0 |

## Vanjske poveznice
- Profil na The Internet Hockey Database
- Profil na NHL.com
- Profil na EuroHockey.net